# Podsobki
Podsobki (Biastini) – plemię pszczół z rodziny pszczołowatych i podrodziny koczownicowatych.
U pszczół tych długość trzonka czułka nie przekracza dwukrotności jego szerokości bez wliczania jego nabrzmiałości nasadowej. Odnóża cechuje brak szczoteczek i przeciętnych rozmiarów arolia. Golenie tylnej pary odnóży mają dwie niezmodyfikowane i stosunkowo proste ostrogi. Przednie skrzydła mają znacznie mniejszą od komórki marginalnej pterostygmę. Zwykle wyposażone są w dwie komórki submarginalne, a wówczas druga z nich jest co najmniej tak długa jak szeroka. Jeśli występują trzy komórki submarginalne, to pierwsza z nich jest największa. Niewielki płat jugalny w tylnej parze skrzydeł nie przekracza ćwierci długości ich wachlarza (płata wanalnego). Wśród samic płytka pygidialna występuje tylko u rodzaju Rhopalolemma. Samice charakteryzuje ponadto szeroko wklęsła tylna krawędź szóstego tergitu odwłoka oraz pogrubiona trzecia walwula, stanowiąca osłonkę żądła.
Takson holarktyczny. W Polsce stwierdzono 3 gatunki z rodzaju podsobka (zobacz: pszczołowate Polski).
Należą tu trzy rodzaje:
- Biastes Panzer, 1806 – podsobka
- Neopasites Ashmead, 1898
- Rhopalolemma Roig-Alsina, 1991